# 覃家坝站
覃家坝站是襄渝铁路与达三铁路上的一座铁路车站，也是广达铁路与襄渝铁路的接轨站（经白覃联络线）。车站位于四川省达州市达川区金垭镇境内。车站于1972年5月开通临时运营，1975年正式建成。隶属于中国铁路成都局集团达州车务段，为四等站，现仅办理货运业务。

## 概况
车站初建时，仅3股道（正线1股，到发线2股）。襄渝铁路复线化改造时，达州—三汇镇段整体新建双线，老线作为支线（称为达三铁路）保留。覃家坝站作为新老线共用站，在原站场西侧新建复线站场，两场间通过渡线连接。车站现时共有股道7条（正线3股，到发线4股），站场为西北—东南走向（曲线型），站房设于线左，有旅客站台2座。2016年，巴达铁路（现名广达铁路）修建时，于白腊坪站向东北引出白覃联络线及覃家坝疏解线，于覃家坝站下行区间分别接入襄渝铁路及达三铁路，接轨的区间道岔由覃家坝站控制。车站站内及各向区间均已电气化；襄渝线上下行区间均为复线，达三线上下行区间均为单线，白覃联络线方向为单线。